# Pedicia (Pedicia) nawai
Pedicia (Pedicia) nawai is een tweevleugelige uit de familie Pediciidae. De soort komt voor in het Palearctisch gebied.